# Aciscolo
Aciscolo  è un nome proprio di persona italiano maschile.

## Varianti in altre lingue
- Asturiano: Cisclo[3]
- Basco: Akiskol[3]
- Catalano: Aciscle[3], Iscle[3][4]
- Francese: Aciscle
- Galiziano: Acisclo
- Latino: Acisculus[1][4][5], Acisclus
- Portoghese: Acisclo
- Spagnolo: Acisclo[3], Acísculo

## Origine e diffusione
Questo nome, che riprende quello di un santo martire a Cordova, è rarissimo in Italia, mentre ha avuto più fortuna nella penisola iberica, godendo di particolare diffusione in Catalogna.
Alcune fonti lo dicono di ignota origine greca; altre lo riconducono invece a vari termini latini, quali acies ("punta", "lama affilata"), acisculum ("martelletto da cavapietre") o ascia ("ascia", come diminutivo).

## Onomastico
L'onomastico si può festeggiare il 17 novembre in ricordo di sant'Aciscolo, martire a Cordova con la sorella Vittoria sotto Diocleziano; il 10 novembre ricorre inoltre la memoria del beato Acisclo Piña Piazuelo, religioso dei fatebenefratelli e martire a Barcellona.